# Tremplin (association)
Pour les articles homonymes, voir Tremplin.
Tremplin est une association française fondée en 2000 qui propose un approfondissement scolaire par des étudiants de grandes écoles dans des lycées où la poursuite d'études supérieures longues dans le domaine scientifique est faible. Elle accompagne ensuite ces élèves au cours de leurs études supérieures grâce à du parrainage, des bourses d'études et du soutien scolaire.

## Historique[1]
L'association Tremplin est créée par des élèves de l'École polytechnique en septembre 2000 pour proposer des séances d'approfondissement scientifique dans des lycées situés en zone d'éducation prioritaire. La première année, l'association intervient dans quatre lycées de Seine-Saint-Denis et de l'Essonne et suit environ 25 élèves. Des élèves de l'École normale supérieure et de l'ENSAE rejoignent l'association respectivement en 2001 et 2002.
En 2005, en plus des étudiants bénévoles, des élèves de l'École polytechnique y effectuent leur stage de formation humaine et militaire. Grâce à ce partenariat, l'association dispose de stagiaires à plein temps pendant 7 mois (octobre - avril). Par ailleurs, l'association prend conscience de la nécessité de suivre les élèves dans leurs études supérieures. Elle développera au cours des années suivantes plusieurs formes d'accompagnement : soutien scolaire en science, ateliers de langues, parrainage, bourses d'études, accompagnement vers l'emploi.
En 2006, de jeunes actifs rejoignent l'association, de manière individuelle ou via un partenariat avec leur entreprise prenant la forme d'un mécénat de compétence.
En 2010, l'a.s.b.l. Tremplin Belgium est créée à Bruxelles. L'objectif est d'adapter les méthodes de l'association française au système scolaire belge. Les membres fondateurs de cette nouvelle association sont l'association tremplin et GDF-Suez. En 2012, Tremplin Belgium est présent dans 5 établissements du secondaire belge.
En 2012, l'association ouvre un partenariat avec deux lycées de la région lyonnaise, en plus de 17 lycées en Île-de-France.

## Partenaires
L'association est financée en partie par l'État (via l'Agence nationale pour la cohésion sociale et l'égalité des chances et les cordées de la réussite ). Elle est également soutenue par la Région Île-de-France. Des entreprises sont partenaires, en finançant l'association directement ou en attribuant des bourses. Les partenaires de l'association peuvent offrir un soutien financier ou logistique ou encore un mécénat de compétences. Ce type de partenariat indique qu'une entreprise peut faire un don de temps de travail d'une partie de ses employés pour promouvoir une cause.
Par ailleurs, l'association Tremplin est membre fondateur de la fédération d'associations pour l'égalité des chances PAESTEL.

## Activités
L'association Tremplin regroupe plus de 40 étudiants, stagiaires de l'École polytechnique et jeunes actifs. Les lycées dans lesquels l'association Tremplin œuvre sont majoritairement situés en Seine-Saint-Denis. Les élèves de ces lycées, volontaires et non-sélectionnés, peuvent participer à des séances d'approfondissement en sciences. Au cours des vacances scolaires, ces élèves peuvent également participer aux différents stages proposés par l'association. L'objectif est de donner les outils et la motivation à ses élèves pour qu'ils puissent poursuivre des études supérieures.
L'association poursuit l'accompagnement de ces élèves dans leurs études supérieures.

## Impact de l'association
L'association cherche à vérifier que ses méthodes permettent effectivement d'encourager les élèves à poursuivre des études et à les réussir. Elle dispose de témoignages d'anciens élèves qui permettent une première estimation de son impact ,. 
Pour aller plus loin, l'association a décidé, en 2010, de faire appel à un laboratoire de sociologie, le CREST. Financé par un investissement de l'État (via le Fonds d'expérimentation pour la jeunesse), ce travail, mené par un post-doctorant, a permis de montrer que la participation aux activités de l'association permet d'augmenter de manière significative le niveau en mathématiques et la motivation générale au travail.